# Grzegorz Psuj
Grzegorz Psuj (ur. w 1981 r. w Szczecinie) – polski inżynier elektrotechnik, doktor habilitowany nauk technicznych. Dziekan Wydziału Elektrycznego Zachodniopomorskiego Uniwersytetu Technologicznego w Szczecinie w kadencji 2024–2028.

## Życiorys
Absolwent Liceum Ogólnokształcącego im. Ignacego Łukasiewicza w Policach. W 2005 r. ukończył studia na kierunku elektrotechnika na specjalności przetwarzanie i użytkowanie energii elektrycznej i rozpoczął studia doktoranckie. W 2009 r. został zatrudniony na stanowisku asystenta w Katedrze Elektrotechniki Teoretycznej i Informatyki ówczesnej Politechniki Szczecińskiej. 25 marca 2010 r. uzyskał na Zachodniopomorskim Uniwersytecie Technologicznym w Szczecinie stopień doktora nauk technicznych w dyscyplinie elektrotechnika za rozprawę pt. Fuzja wyników metod elektromagnetycznego testowania niejednorodności struktur przewodzących i magnetycznych, napisaną pod kierunkiem Tomasza Chadego. W tym samym roku rozpoczął pracę na stanowisku adiunkta. 14 marca 2019 r. otrzymał na Zachodniopomorskim Uniwersytecie Technologicznym w Szczecinie stopień doktora habilitowanego na podstawie pracy Wieloźródłowa eksploracja i fuzja danych na potrzeby elektromagnetycznych badań nieniszczących. Jest autorem ponad 80 prac naukowych i współautorem dwóch patentów. Pracował w 6 krajowych i 6 międzynarodowych projektach naukowych.
Stypendysta Ministerstwa Nauki i Szkolnictwa Wyższego. Odznaczony medalem im. prof. Mieczysława Pożaryskiego przez Stowarzyszenie Elektryków Polskich (SEP). Członek Stowarzyszenia Inżynierów i Techników Mechaników Polskich (SIMP) i IEEE. Za zasługi dla stowarzyszenia odznaczony Brązową i Srebrną Honorową Odznaką SIMP. Kilkukrotny laureat nagrody JM Rektora ZUT w Szczecinie. Współzałożyciel czasopisma Badania Nieniszczące i Diagnostyka. 